# Oedipoda fedtschenki
Oedipoda fedtschenki är en insektsart som beskrevs av Henri Saussure 1884. Oedipoda fedtschenki ingår i släktet Oedipoda och familjen gräshoppor.

## Underarter
Arten delas in i följande underarter:
- O. f. pamirica
- O. f. fedtschenki